# ريان هوغ
ريان هوغ (بالإنجليزية: Ryan Hoag)‏ هو لاعب كرة قدم أمريكية أمريكي، ولد في 23 نوفمبر 1979.

## وصلات خارجية
- ريان هوغ على موقع JustSportsStats.com (الإنجليزية)